# 邓进忠
邓进忠（？—920年代），唐朝末年五代十国湖南湘阴人（今湖南省汨罗市白水镇邓家坊
）。
邓进忠世代为土豪。唐昭宗时举进士。唐朝末年和哥哥邓进思，聚众千人，在浏阳山设伏击镇压黃皓。后邓进思为岳州刺史。邓进思死后，邓进忠继承刺史。天祐二年（905年）依附马殷，任衡州刺史。后唐同光年间去世。
邓忠臣为其五世孙。